# Diecéze innsbrucká
Diecéze innsbrucká (lat. Dioecesis Oenipontana) je římskokatolická diecéze, která se nachází na západě Rakouska, sídlem biskupa je Innsbruck. Spolu s metropolitní salcburskou arcidiecézí, diecézí feldkirchskou, diecézí Graz-Seckau a diecézí gurkskou tvoří Salcburskou církevní provincii.

## Historie
Dnešní území diecéze Innsbruck dříve po celá staletí patřilo k diecézi Brixen a jednotlivé části diecézím Chur a Augsburg. Po první světové válce se od Rakouska odtrhlo Jižní Tyrolsko a rakouská část diecéze Bolzano se stala apoštolskou administraturou Innsbruck-Feldkirch, jejímž administrátorem se stal pomocný biskup brixenské diecéze Sigismund Waitz.
V roce 1938 byl apoštolským administrátorem jmenován Paulus Rusch, pozdější biskup diecéze Innsbruck-Feldkirch, která byla založena 6. srpna 1964. Nová diecéze obsahovala i spolkovou zemi Vorarlbersko. V roce 1968 byla však založena samostatná feldkirchská diecéze a této diecézi zůstalo jméno jen diecéze Innsbruck.

## Galerie

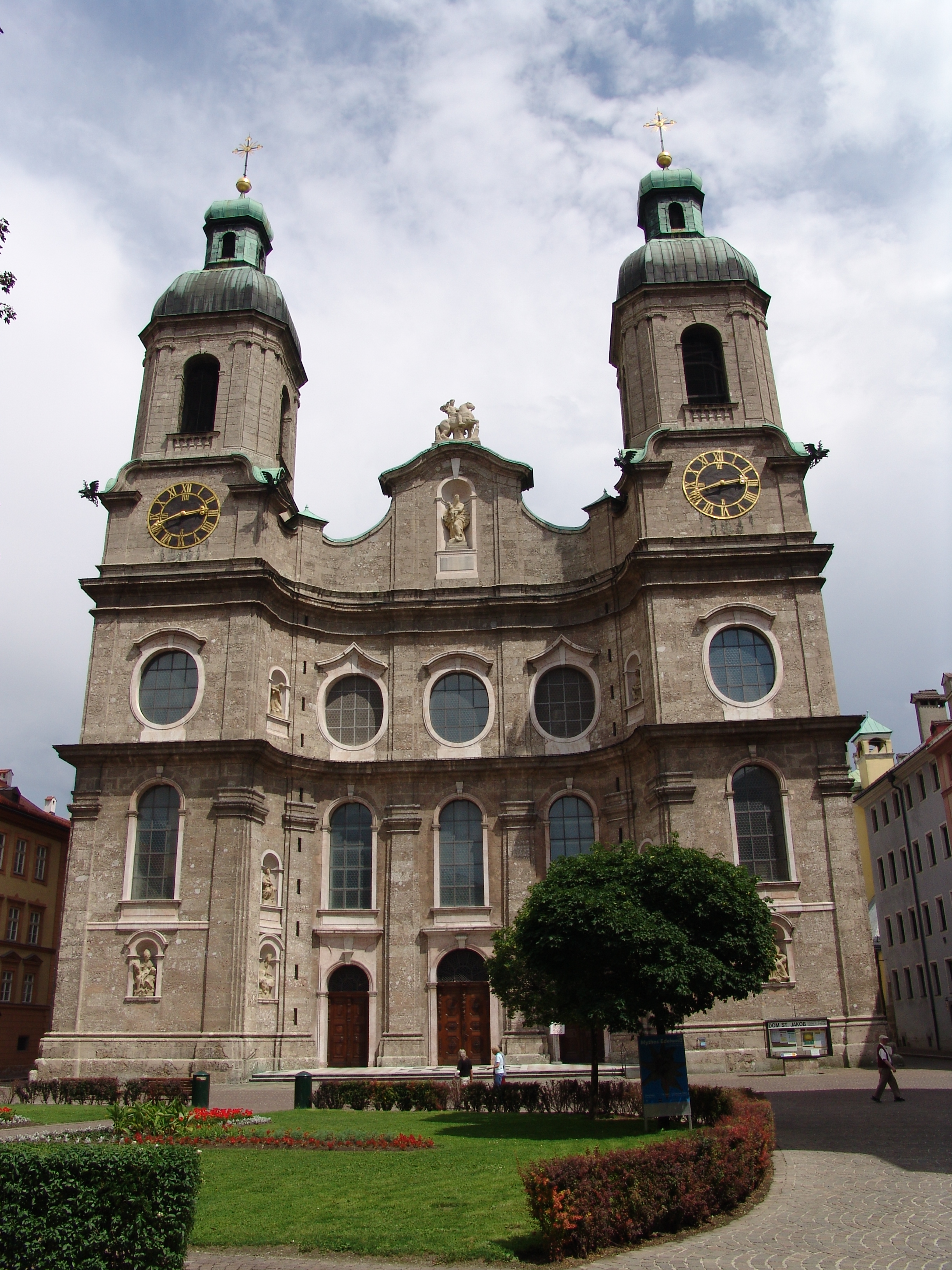
Katedrála sv. Jakuba
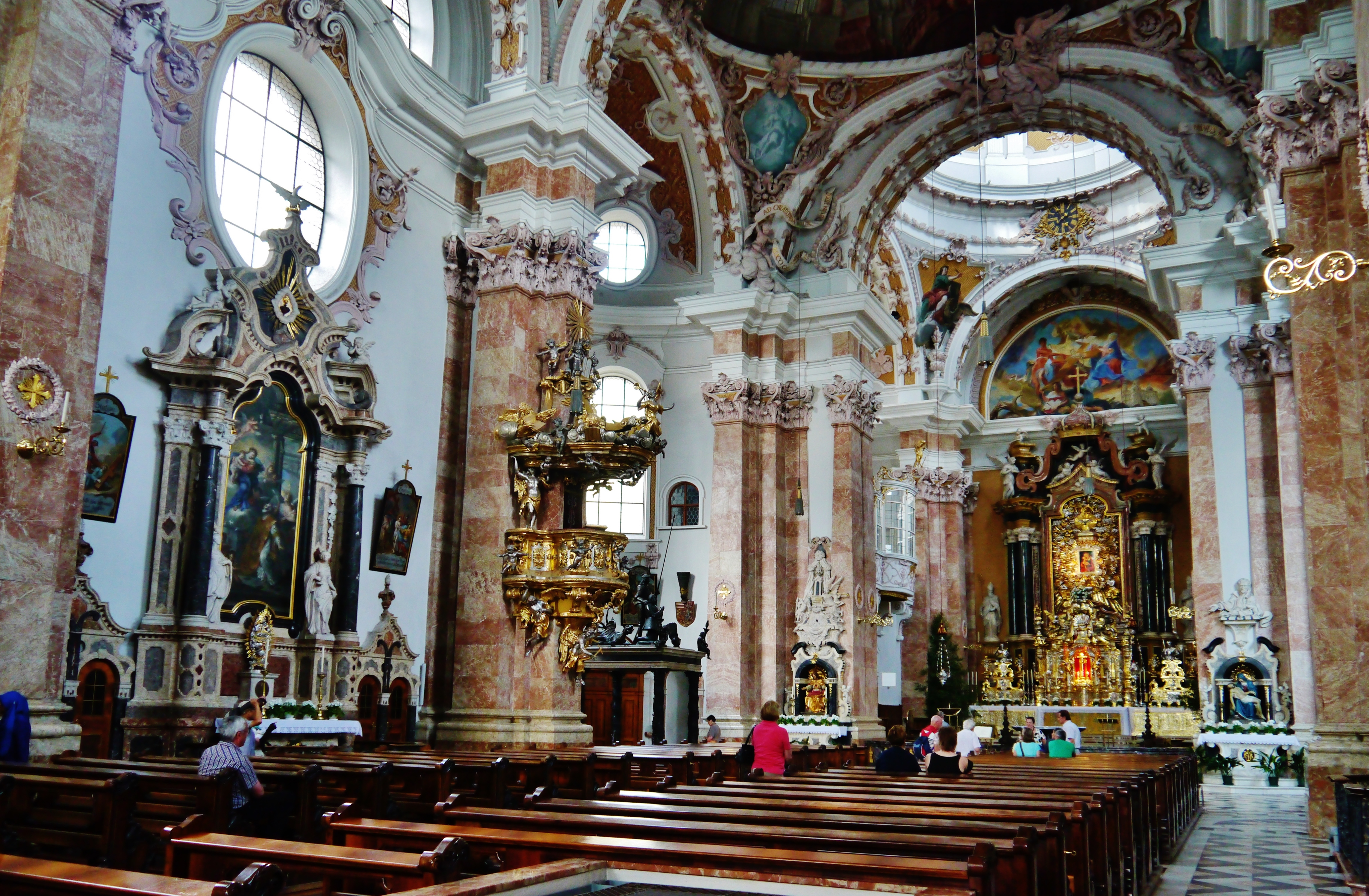
Katedrála sv. Jakuba (interiér)